# 下塔吉尔
下塔吉尔（俄语：Нижний Тагил，羅馬化：Nizhny Tagil，發音：[ˈnʲiʐnʲɪj tɐˈgʲil]）是俄罗斯斯维尔德洛夫斯克州的一座城市。人口38万（2005年），是斯维尔德洛夫斯克州内人口仅次于叶卡捷琳堡的城市。面积为298平方公里，城市自北向南长约28.9公里。
下塔吉尔位于位于乌拉尔山脉东麓，距离欧亚分界线大约20－25公里，海拔高度为200米。

## 工业
下塔吉尔是俄罗斯乌拉尔工业区的工业中心。有高度密集的冶金、工程、化学和金属加工工业。大约有606家制造业公司。
下塔吉尔钢铁公司（Nizhnetagilsky Metallurgichesky Kombinat，簡稱NTMK）是一家著名的俄罗斯国有钢铁公司。
乌拉尔国家生产企业（UVZ）是前苏联和俄罗斯现代战车的主要生产者。T-72、T-90、T-95坦克在这个城市中被生产。

## 友好城市
- 俄羅斯 科麦罗沃州 新库兹涅茨克
- 白俄羅斯 布列斯特州 布列斯特
- 美国 田纳西州 查塔努加
- 捷克 卡羅維發利州 玛丽亚温泉市